# Canal Sur 2
Canal Sur 2 é um canal de televisão aberta autonómico espanhol. Foi lançado o 5 de junho de 1998 como o segundo canal de Canal Sur. Desde o 1 de outubro de 2012, elimina sua programação por completo e converteu-se num sinal em simultâneo de Canal Sur TV, com a diferença de que emite subtítulos, língua de signos e programação audiodescrita.

## Galeria

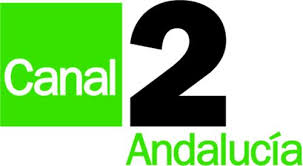
Logotipo usado desde 1998 até 2008.
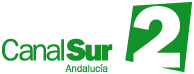
Logotipo usado desde 2008 até 2011.
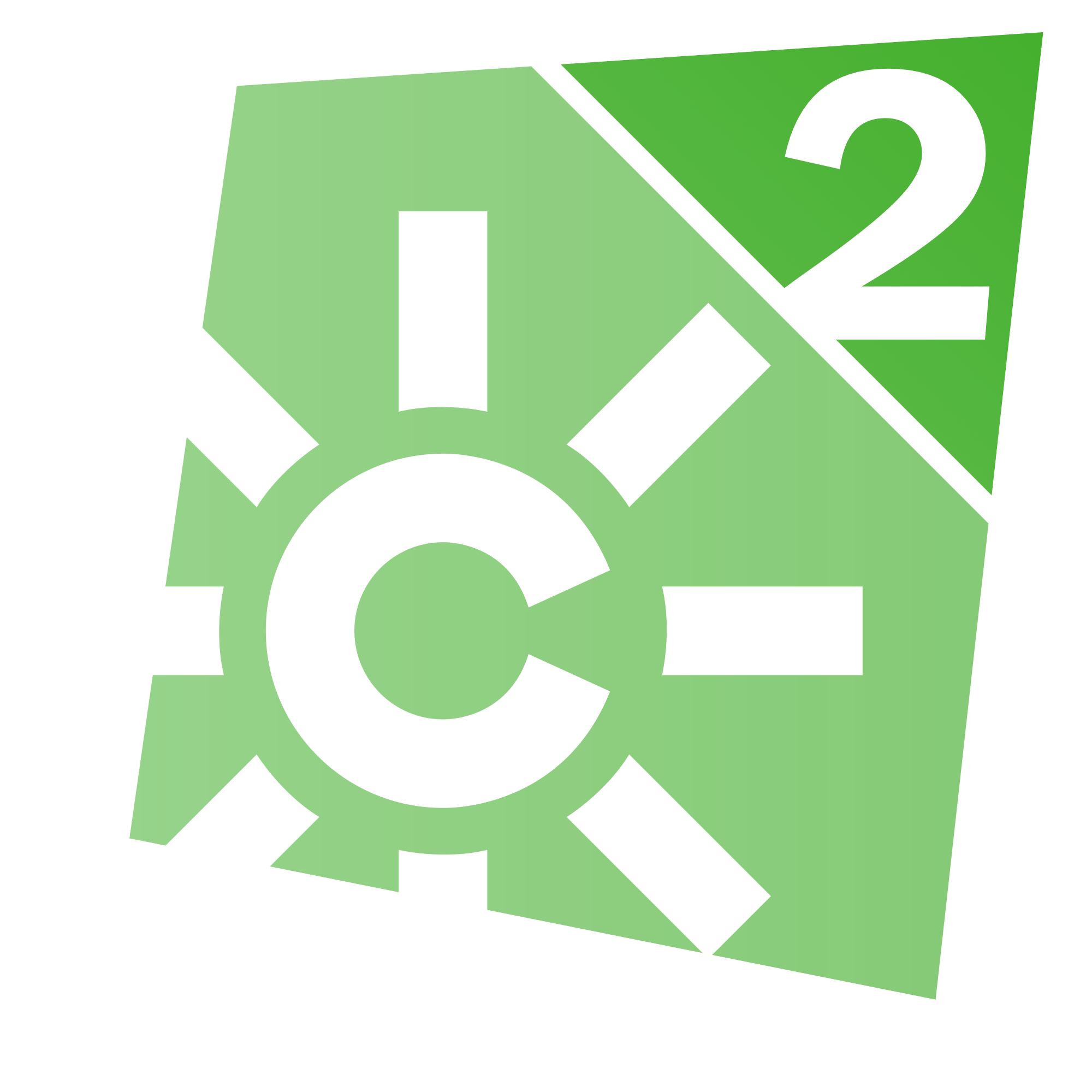
Logotipo usado desde 2011 até 2012.
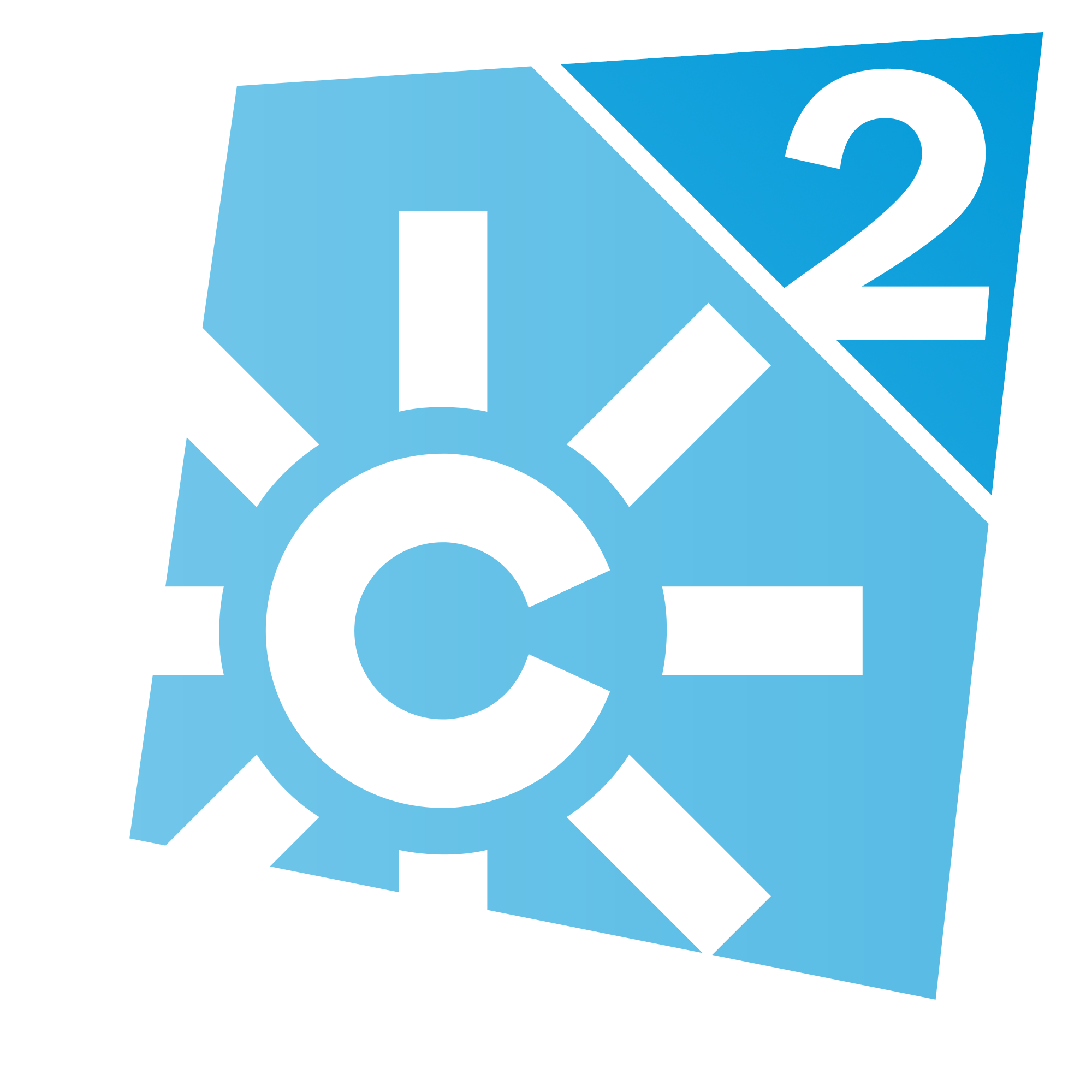
Logotipo usado desde 2012 até 2017.
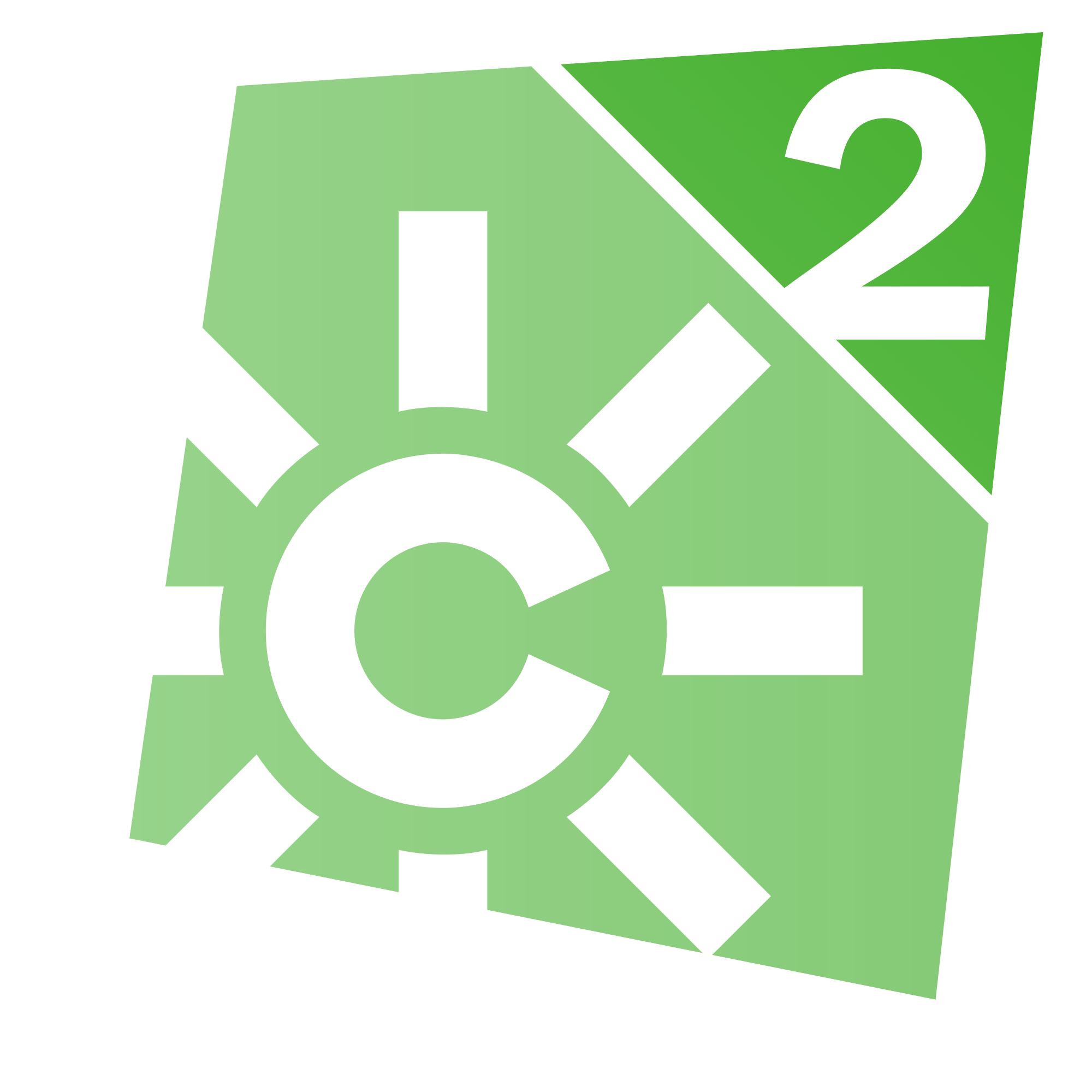
Logotipo usado desde 2017.